# آنچال کومار
آنچال کومار (به انگلیسی: Aanchal Kumar) (زاده ۲۴ اکتبر ۱۹۷۹) مدل، بازیگر هندی است.
از فیلم‌هایی که وی در آن نقش داشته است می‌توان به استاد لاف زدن، مد اشاره کرد.